# Акишев Артем Оникійович
Арте́м Они́кійович А́кишев (* 1818 — † ?) — прапорщик корпусу топографів на шхуні «Константин», учасник Аральської описової експедиції (1848—1849).
Тарас Шевченко познайомився і зблизився з Акишевим 1848 року. За свідченнями Олексія Макшеєва, вони жили в одній каюті на шхуні.
Акишев першим провів топографічне знімання островів Аральського моря. Під час спільних виїздів на ці острови Шевченко створив низку акварелей і рисунків.